# Alan C. Gilmore
Pour les articles homonymes, voir Gilmore.
Alan C. Gilmore, né en mars 1944 à Greymouth, est un astronome néo-zélandais. D'après le Centre des planètes mineures, il a codécouvert 42 astéroïdes numérotés, dont 41 en collaboration avec Pamela M. Kilmartin, son épouse ; tous deux sont aussi d'actifs chasseurs de comètes.
Jusqu'à sa retraite en 2014, il travaillait à l'observatoire du Mont John (en) et au département de physique et d'astronomie de l'université de Canterbury à Christchurch en Nouvelle-Zélande. Il est aussi membre du comité d'organisation de la commission 6 de l'UAI, qui supervise la diffusion des informations et l'attribution du crédit des découvertes astronomiques. La commission porte toujours le nom de « Télégrammes astronomiques », bien que les derniers vestiges de cette vénérable méthode de communication aient maintenant disparu de son Bureau Central.
L'astéroïde (2537) Gilmore a été nommé en son honneur ainsi qu'à celui de son épouse Pamela M. Kilmartin.

## Astéroïdes découverts
| (2434) Bateson          | 27 mai 1981        | avec P. M. Kilmartin |
| (3087) Beatrice Tinsley | 30 août 1981       | avec P. M. Kilmartin |
| (3152) Jones            | 7 juin 1983        | avec P. M. Kilmartin |
| (3305) Ceadams          | 21 mai 1985        | avec P. M. Kilmartin |
| (3400) Aotearoa         | 2 avril 1981       | avec P. M. Kilmartin |
| (3521) Comrie           | 26 juin 1982       | avec P. M. Kilmartin |
| (3563) Canterbury       | 23 mars 1985       | avec P. M. Kilmartin |
| (3810) Aoraki           | 20 février 1985    | avec P. M. Kilmartin |
| (4154) Rumsey           | 10 juillet 1985    | avec P. M. Kilmartin |
| (4243) Nankivell        | 4 avril 1981       | avec P. M. Kilmartin |
| (4248) Ranald           | 23 avril 1984      | avec P. M. Kilmartin |
| (4409) Kissling         | 30 juin 1989       | avec P. M. Kilmartin |
| (4819) Gifford          | 24 mai 1985        | avec P. M. Kilmartin |
| (4837) Bickerton        | 30 juin 1989       | avec P. M. Kilmartin |
| (5207) Hearnshaw        | 15 avril 1988      | avec P. M. Kilmartin |
| (5251) Bradwood         | 18 mai 1985        | avec P. M. Kilmartin |
| (5311) Rutherford       | 3 avril 1981       | avec P. M. Kilmartin |
| (5718) Roykerr          | 4 août 1983        | avec P. M. Kilmartin |
| (5763) Williamtobin     | 23 juin 1982       | avec P. M. Kilmartin |
| (5818) 1989 RC1         | 5 septembre 1989   | avec P. M. Kilmartin |
| (5898) 1985 KE          | 23 mai 1985        | avec P. M. Kilmartin |
| (5906) 1989 SN5         | 24 septembre 1989  | avec P. M. Kilmartin |
| (6034) 1987 JA          | 5 mai 1987         | avec P. M. Kilmartin |
| (6142) Tantawi          | 23 mars 1993       | avec P. M. Kilmartin |
| (7432) 1993 HL5         | 23 avril 1993      | avec P. M. Kilmartin |
| (8481) 1988 LH          | 14 juin 1988       | avec P. M. Kilmartin |
| (8884) 1994 CM2         | 12 février 1994    | avec P. M. Kilmartin |
| (9018) Galache          | 5 mai 1987         | avec P. M. Kilmartin |
| (9750) 1989 NE1         | 8 juillet 1989     | avec P. M. Kilmartin |
| (11080) 1993 FO         | 23 mars 1993       | avec P. M. Kilmartin |
| (13510) 1989 OL         | 29 juillet 1989    | avec P. M. Kilmartin |
| (13511) 1989 RD1        | 5 septembre 1989   | avec P. M. Kilmartin |
| (13552) 1992 GA         | 4 avril 1992       | avec P. M. Kilmartin |
| (15712) 1989 RN2        | 1er septembre 1989 | avec P. M. Kilmartin |
| (18340) 1989 OM         | 29 juillet 1989    | avec P. M. Kilmartin |
| (21130) 1993 FN         | 23 mars 1993       | avec P. M. Kilmartin |
| (30945) 1994 GW9        | 14 avril 1994      | avec P. M. Kilmartin |
| (48501) 1993 FM         | 23 mars 1993       | avec P. M. Kilmartin |
| (58158) 1989 RA         | 1er septembre 1989 | avec P. M. Kilmartin |
| (65718) 1993 FL         | 23 mars 1993       | avec P. M. Kilmartin |
| (214416) 2005 PK        | 2 août 2005        |                      |
| (422979) 2003 PX10      | 4 août 2003        | avec P. M. Kilmartin |